# Девдюк Микола Васильович
Мико́ла Васи́льович Девдюк (*15 грудня 1904, с. Старий Косів, Косівського р-ну, Ів.-Франківської обл. — †14 березня 1991, Косів) — український майстер різьблення по дереву.
Застосовував техніку «сухої» плоскої різьби, інкрустації та інтарсії. Навчався у Вижницькій школі столярства, токарства, різьбярства та металевої орнаментики. До Другої світової війни працював приватно, по війні — у косівський артілі «Гуцульщина».
Син Девдюка Василя Григоровича — відомого гуцульського майстра різьби по дереву.

## Доробок
Шкатулки, тарелі, вази, підноси, рамки, рахви, пляшки, книги-альбоми, свічники, хрести, ківоти, палиці.
Учасник крайових, пізніше українських республіканських, обласних та місцевих виставок.

## Джерело
- Національний музей народного мистецтва Гуцульщини та Покуття